# 王恕 (正统进士)
王恕（1416年—1508年），字宗贯，号介庵，又号石渠。陝西西安府三原縣（今属陕西）人。明朝政治人物，正統戊辰進士，官至吏部尚書。

## 生平
明英宗正统十三年（1448年）进士，选庶吉士。后为大理寺左评事，迁左寺副，又历任扬州知府、江西布政使、河南巡抚、南京刑部左侍郎、左副都御史、南京兵部尚书兼左副都御史、吏部尚书加太子太保，官至少傅兼太子太傅等。
巡抚云南时，弹劾“生事边陲，扰害夷方”的镇守太监钱能；任职南京，反对给皇帝贡献珍奇，维护地方利益；执掌吏部，力主限制皇权，健全监察制度和政治制度。晚年回归故里，致力于理学研究，成为“三原学派”的创始人；支持幼子王承裕首创宏道书院，为西北诸省培养了众多人才。

## 思想
王恕认为，古之学者皆以言行为学，故无求饱求安者，志在敏事慎言；就有道而正之，正其所言、所行之是非，是者行之，非者改之。将学与行紧密结合为一体。
在自然观方面，王恕倾向于有神论、泛神论，谓“鬼神之谓德”能生长万物，福善祸淫，其感无以复加。鬼神视而弗见，听而弗闻，无形无声，但其以物为体，无物不有，如门有门神，灶有灶神，木主为鬼神之所栖。鬼神有感必应，故使人敬畏而致祭祀。但他又指出，所谓对鬼神祭之“如在”，“言非实有也”。
关于心性问题，王恕认为，性乃天之所命，人之所受，性即天理之流行，因而性是善的，顺理而善者为性之本，不顺理而恶者非性之本。他不同意“已然之迹便是性”的说法，认为已然之迹已经有善有恶，故不能称为性。王氏言性，似乎排除了“气质之性”，而将其归结为纯善的天理之性。他认为性之理“甚微”，故当“尽心而穷究之”。“尽心”在“知性”之前，为“知性”的途径，所以他提出朱熹《四书集注》言“知性乃能尽心”为“不无颠倒”。
关于“天理”、“人欲”关系，王恕持对立论，认为天理人欲相为消长，有天理即无人欲，有人欲即无天理。
在经济思想方面，王恕批驳了企图恢复井田制的主张，认为井田之法令不可行。王恕于儒家经典及传注，每有新解。认为《论语》、《子罕》篇颜渊唱然叹曰“仰之弥高，钻之弥坚，瞻之在前，忽焉在后”，系颜渊“言己不定见，非圣道之有高坚前后也”。谓朱熹《四书集注》以为系颜渊深知孔子之道无穷尽、无方体而叹之为“非是”。认为《春秋》系孔子根据左丘明所作鲁史而撰写，非左丘明据孔子所修《春秋》而作传。

## 著作
王恕著有《石渠意见》，系其年八十四而著，其后，年八十六为《拾遗》，年八十八为《补缺》。《王端毅公奏议》15卷、《历代名臣谏议录》124卷。